# تجارت کلیه در ایران

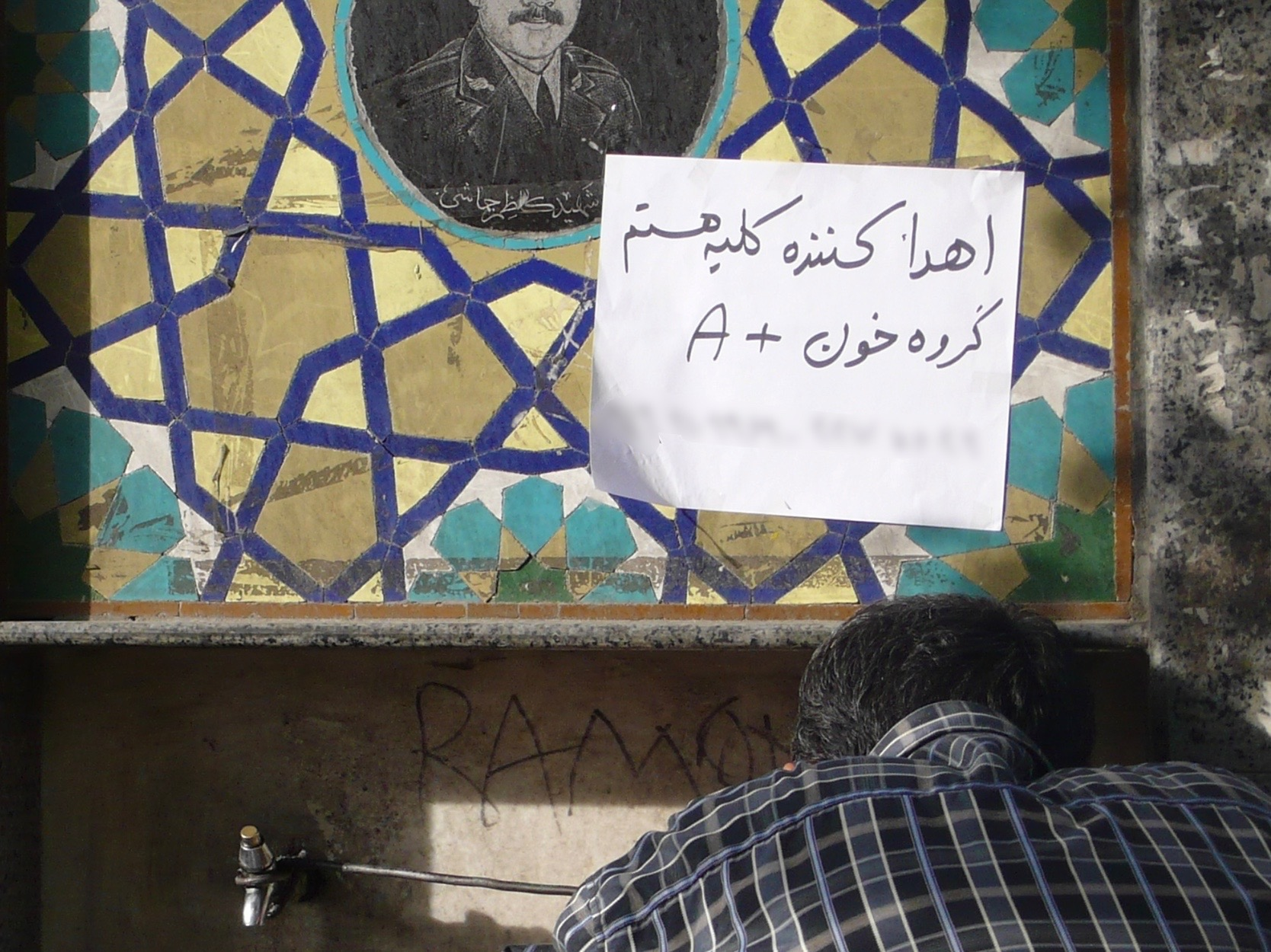
اعلامیهٔ فروش کلیه

عمل فروش کلیه اشخاص برای به دست آوردن نفع اقتصادی در ایران قانونی است و دولت بر آن نظارت می‌کند. تخمین زده می‌شود در هر سال، ۱۴۰۰ ایرانی یکی از کلیه‌های خود را به دریافت کننده‌ای که پیش از آن نمی‌شناخته‌اند می‌فروشند. ایران هم‌اکنون تنها کشور جهان است که اجازه فروش کلیه اشخاص در ازای دریافت وجه را می‌دهد؛ نتیجتاً ایران تنها کشور جهان است که لیست انتظار یا کمبود اندام ندارد.
طبق مقاله‌ای در ژورنال کلینیکال جامعه نفرولوژی آمریکا، این مدل از بسیاری از مشکلات مرتبط با تجارت اندام جلوگیری کرده، ولی همهٔ مدل‌های استفاده شده در کشورهای توسعه یافته از کند کردن بدتر شدن صف‌های پیوند عضو بازمانده‌اند.

## پیش‌زمینه
اولین عمل پیوند کلیه در ناحیهٔ خاورمیانه در ۱۹۶۷ در ایران انجام شد. تا دههٔ ۱۹۸۰ این عمل‌ها رایج شدند. پیش از آوریل ۲۰۰۰ قانون مصوب مجلس انتقال اندام‌ها از افراد مرگ مغزی را می‌داد. هم‌اکنون ۱۳ درصد اهداها از افراد مرگ مغزی انجام می‌شود. کمبود کلیه مشکلی جهانی است. نیاز به کلیه در جهان به طرز هشداربرانگیزی در حال صعود است، ولی با این وجود عرضهٔ کلیه افزایش اندکی داشته‌است. برای مثال در آمریکا ۱۷٬۱۰۶ پیوند کلیه انجام شده که دو برابر تعداد افراد در فهرست انتظار است. در کشورهای جهان به جز ایران، دو راه قانونی برای دریافت یک کلیهٔ جدید موجود است، این‌که یکی از دوستان یا خویشاوندان که خون و بافتش جور باشد کلیه اهدا کند یا این‌که در فهرست انتظار برای دریافت یک اهداکنندهٔ درگذشته منتظر ماند. در آمریکا مدت زمان میانگین انتظار برای دریافت کلیهٔ جدید بسته به عوامل مختلف بین ۳ تا ۱۰ سال است. شخص تا زمانی که دیالیز را شروع نکند اصلاً نمی‌تواند وارد فهرست انتظار شود. در ایران شرایط این‌گونه نیست، و مردم برای اهدای کلیه انتظار می‌کشند زیرا اهداکنندگان پول دریافت می‌کنند.

## هدیهٔ ایثار
هدیهٔ ایثار از مصوبات هیئت دولت در دوران سازندگی است که دولت هدیه‌ای را برای تشویق مردم برای اهدای کلیه‌هایشان پرداخت می‌کرد. نظر هاشمی رفسنجانی این بود که باید افزایش هدیهٔ ایثار متناسب با تورم به اهداکنندگان کلیه باشد تا نیازمندان بتوانند از خدمات پیوند کلیه در کشور با دغدغهٔ کمتری استفاده کنند. ولی سید حسن قاضی‌زاده هاشمی معتقد است که این مسیر، مسیر درستی نیست و باید خانواده‌ها متقاعد شوند تا در صورتی که کسی از اعضای خانواده‌شان نیاز به کلیه دارد، خودشان پیش‌قدم شوند، این اتفاق در کشورهای که اسلامی نیستند و غربی هستند نیز رخ داده‌است. اگر دولت بیاید و عنوان کند که کلیه می‌خرد و اسم‌هایی مانند «هدیهٔ ایثار» هم گذاشته شود ماهیت تغییر نمی‌کند.

## انگیزه برای فروش کلیه‌ها در جمهوری اسلامی
مقامات دولتی در جمهوری اسلامی ایران اذعان دارند که مردم برای تأمین نیازهای مالی خود کلیه‌هایشان را می‌فروشند. این پول برای پوشش هزینه‌های زندگی، حمایت از فرزندان و پرداخت بدهی‌ها مورد نیاز است.  تجارت کلیه‌ها از ضعیف‌ترین و مستأصل‌ترین اقشار جامعه ایرانی که با سختی‌های روزافزون روبرو هستند، سوءاستفاده می‌کند. این تجارت محدود به کلیه‌ها نیست و شامل تبلیغات و فروش کبد، قرنیه، مغز استخوان، اسپرم و تخمک نیز می‌شود.  تعداد فزاینده‌ای از نوجوانان در ایران در حال فروش اعضای بدن خود هستند، زیرا در میان بدترین بحران اقتصادی کشور، اعضای سالم اهداکنندگان جوان برای خانواده‌های مستأصل قیمت بالایی دارند. با گسترش فقر در ایران در چند سال گذشته، تبلیغات برای فروش و اهدا سایر اعضای بدن نیز رایج‌تر شده است.  ایرانیان مستأصل به کشورهای اسلامی دیگر مانند عراق می‌روند تا کلیه‌های خود را بفروشند و دیگران نیز توسط واسطه‌ها به امارات متحده عربی و ترکیه هدایت می‌شوند تا سایر اعضای بدن خود را بفروشند.

## بازار کلیه در ایران
نظام پیوند کلیه در ایران مورد انتقاد و تحسین قرار گرفته‌است. از جمله انتقادات، تعارض با هنجارهای اخلاقی در کشورهای دیگر است؛ ولی مزیت اصلی آن این است که متقاضیان کلیه به‌سرعت آن را دریافت می‌کنند به جای این‌که هنگام انتظار در فهرست بمیرند. در بیشتر موارد اهداکنندگان از پیش می‌دانند چقدر پول دریافت خواهند کرد و پیش و حین عمل مراقبت پزشکی خوب و معاینهٔ مناسب دریافت می‌کنند. با دادن کلیه به بیماران به جای دیالیز کردن آن‌ها جامعه پول زیادی صرفه‌جویی می‌کند و از فلاکت زیادی جلوگیری می‌کند. از جمله مشکلات نظام ایرانی کمبود بودجه و نبود پیگیری برای اهداکنندگان است. بازار قانونی کلیه در ایران از رشد بازار سیاه آمیخته با سوءاستفاده که در دیگر کشورها مشاهده می‌شود جلوگیری کرده‌است.